# مارکو رایامکی
مارکو رایامکی (فنلاندی: Marko Rajamäki؛ زادهٔ ۳ اکتبر ۱۹۶۸) بازیکن فوتبال اهل فنلاند بود.
از باشگاه‌هایی که در آن بازی کرده‌است می‌توان به باشگاه فوتبال اینتر تورکو، باشگاه فوتبال تسویکاو، باشگاه فوتبال همیلتون آکادمیکال، باشگاه فوتبال میپا، و باشگاه فوتبال تورون پالوسئورا اشاره کرد.
وی همچنین در تیم ملی فوتبال فنلاند بازی کرده‌است.